# Иоанну, Кириакос
Кириа́кос Иоа́нну (греч. Κυριάκος Ιωάννου; 26 июля 1984, Лимасол) — киприотский легкоатлет, прыгун в высоту. Трёхкратный призёр чемпионатов мира (Осака 2007, Валенсия 2008 и Берлин 2009) — единственный медалист чемпионатов мира по лёгкой атлетике от Кипра. Рекордсмен Кипра в прыжках в высоту на открытом воздухе (2,35 м) и в помещении (2,32 м). Чемпион Средиземноморских игр 2005 и 2009 года.

## Карьера
На своих первых Олимпийских играх в 2004 году не смог пройти квалификационный отбор. Но уже в следующем году впервые прошел в финал чемпионата мира и занял 10-е место. В марте 2006 года принял участие в Играх Содружества в Мельбурне, где показал третий результат, вслед за канадцем Марком Босуэллом и англичанином Мартином Бернардом.
В августе 2007 года выиграл серебро летней Универсиады в Бангкоке, проиграв российскому прыгуну Александру Шустову. 14 дней спустя, на чемпионате мира 2007 года в Осаке, занял третье место, став первым киприотским спортсменом — обладателем медали чемпионата мира по лёгкой атлетике, а также установив национальный рекорд. Ещё одна бронзовая медаль была завоёвана на чемпионате мира в помещении 2008 года. Олимпийские игры 2008 года сложились неудачно для Иоанну, он не смог пройти в финал соревнований.
В 2009 году с результатом 2,29 м стал серебряным призёром чемпионата Европы в помещении, который проходил в Турине. Ещё одна серебряная медаль чемпионата мира была завоевана в Берлине.
На своей третьей Олимпиаде занял 13-е место. В 2014 году завоевал серебро на играх Содружества в Глазго, разместившись в итоговом протоколе за канадцем Дереком Друэном. Пройдя квалификацию в финал чемпионата Европы в помещении 2015 года, Иоанну получил травму, после чего был вынужден взять перерыв в соревнованиях на 4 недели.
На предолимпийском чемпионате Европы в Амстердаме из-за проблем со спиной и стопой не смог сделать ни одной результативной попытки в финале. На летних Олимпийских играх 2016 года в Рио-де-Жанейро занял 7-е место.

## Основные результаты
| Год  | Соревнование                    | Город                     | Место  | Результат (м) |
| ---- | ------------------------------- | ------------------------- | ------ | ------------- |
| 2001 | Чемпионат мира среди юношей     | Дебрецен, Венгрия         | 29 (q) | 1,90          |
| 2002 | Чемпионат мира среди юниоров    | Кингстон, Ямайка          | 18 (q) | 2,12          |
| 2003 | Чемпионат Европы среди юниоров  | Тампере, Финляндия        | 6      | 2,15          |
| 2004 | Олимпийские игры                | Афины, Греция             | 19 (q) | 2,25          |
| 2005 | Чемпионат Европы в помещении    | Мадрид, Испания           | 18 (q) | 2,18          |
| 2005 | Игры малых государств Европы    | Андорра-ла-Велья, Андорра | 1      | 2,18          |
| 2005 | Средиземноморские игры          | Альмерия, Испания         | 1      | 2,24          |
| 2005 | Чемпионат Европы среди молодёжи | Эрфурт, Германия          | 4      | 2,27          |
| 2005 | Чемпионат мира                  | Хельсинки, Финляндия      | 10     | 2,25          |
| 2006 | Игры Содружества                | Мельбурн, Австралия       | 3      | 2,23          |
| 2007 | Чемпионат мира                  | Осака, Япония             | 3      | 2,35          |
| 2007 | Летняя Универсиада              | Бангкок, Таиланд          | 2      | 2,26          |
| 2008 | Чемпионат мира в помещении      | Валенсия, Испания         | 3      | 2,30          |
| 2008 | Олимпийские игры                | Пекин, Китай              | 18 (q) | 2,25          |
| 2009 | Чемпионат Европы в помещении    | Турин, Италия             | 2      | 2,29          |
| 2009 | Игры малых государств Европы    | Никосия, Кипр             | 1      | 2,25          |
| 2009 | Средиземноморские игры          | Пескара, Италия           | 1      | 2,30          |
| 2009 | Чемпионат мира                  | Берлин, Германия          | 2      | 2,32          |
| 2010 | Чемпионат мира в помещении      | Доха, Катар               | 4      | 2,28          |
| 2012 | Чемпионат Европы                | Хельсинки, Финляндия      | 21 (q) | 2,15          |
| 2012 | Олимпийские игры                | Лондон, Великобритания    | 13     | 2,20          |
| 2014 | Игры Содружества                | Глазго, Великобритания    | 2      | 2,28          |
| 2015 | Чемпионат Европы в помещении    | Прага, Чехия              | 7 (q)  | NM¹           |
| 2016 | Чемпионат Европы                | Амстердам, Нидерланды     | 10 (q) | NM¹           |
| 2016 | Олимпийские игры                | Рио-де-Жанейро, Бразилия  | 7      | 2,29          |

¹ Не выполнил результативной попытки в финале.